# ¿De qué parte estás?
¿De qué parte estás? fue un programa de televisión de España emitido por Telecinco con presentación de José María Íñigo.

## Formato
Se trataba de un programa de debate en el que expertos y personas anónimas, presentes en plató, abordan temas de actualidad, confrontando opiniones. Se formaban dos grupos enfrentados, cada uno integrado por cinco famosos o expertos y cinco por personas anónimas. Se trataron cuestiones como las relaciones de pareja, la ecología o el racismo.

## Colaboradores
El espacio contaba con la colaboración del periodista Jimmy Giménez-Arnau.
Entre los tertulianos se encontraban colaboradores habituales aunque desconocidos por los televidentes,como Paloma Tejedor o Estrella Crespo y también populares personajes televisivos Víctor Sandoval y Kiko Hernández.